# Théorie Pixar
La Théorie Pixar (en anglais : The Pixar Theory) est un livre du blogueur américain Jon Negroni. Il y développe une théorie selon laquelle tous les films des Studios d’animation Pixar se dérouleraient dans le même univers. Ils formeraient ainsi une grande histoire. Jon Negroni se base notamment sur la tradition des studios Pixar d'inclure des éléments des productions précédentes dans les productions plus récentes, comme le ballon de Luxo Jr., ou John Ratzenberger qui prête sa voix à de nombreux personnages, et il publie en 2019 un blog nommé The Pixar Theory,,,.

## Chronologie
Pour raconter une histoire, les films Pixar ont été classés par ordre chronologique :
| Film                  | Année de l'histoire  | Année de sortie |                 |                 |                 |
| Monde spirituel       | Monde spirituel      | Monde spirituel | Monde spirituel | Monde spirituel | Monde spirituel |
| --------------------- | -------------------- | --------------- | --------------- | --------------- | --------------- |
| Élémentaire           |                      | 2023            |                 |                 |                 |
| Monde réel            |                      |                 |                 |                 |                 |
| Le Voyage d'Arlo      | -65 000 000 d'années | 2015            |                 |                 |                 |
| Rebelle               | Xe siècle            | 2012            |                 |                 |                 |
| Les Indestructibles   | 1962                 | 2004            |                 |                 |                 |
| Les Indestructibles 2 | 1962                 | 2018            |                 |                 |                 |
| Luca                  | 1969                 | 2021            |                 |                 |                 |
| Toy Story             | 1995                 | 1995            |                 |                 |                 |
| Toy Story 2           | 1996                 | 1999            |                 |                 |                 |
| Alerte rouge          | 2002                 | 2022            |                 |                 |                 |
| Le Monde de Nemo      | 2003                 | 2003            |                 |                 |                 |
| Le Monde de Dory      | 2004                 | 2016            |                 |                 |                 |
| Cars                  | 2005                 | 2006            |                 |                 |                 |
| Ratatouille           | 2007                 | 2007            |                 |                 |                 |
| Là-haut               | 2007                 | 2009            |                 |                 |                 |
| Toy Story 3           | 2007                 | 2010            |                 |                 |                 |
| Toy Story 4           | 2008                 | 2019            |                 |                 |                 |
| Cars 2                | 2011                 | 2011            |                 |                 |                 |
| Vice-versa            | 2015                 | 2015            |                 |                 |                 |
| Coco                  | 2017                 | 2017            |                 |                 |                 |
| Cars 3                | 2017                 | 2017            |                 |                 |                 |
| Vice-versa 2          | 2017                 | 2024            |                 |                 |                 |
| Soul                  | 2021                 | 2020            |                 |                 |                 |
| WALL-E                | 2805                 | 2008            |                 |                 |                 |
| 1 001 Pattes          | 2898                 | 1998            |                 |                 |                 |
| En avant              |                      | 2020            |                 |                 |                 |
| Monstres Academy      |                      | 2013            |                 |                 |                 |
| Monstres et Cⁱᵉ       |                      | 2001            |                 |                 |                 |
| Toy Story 5           |                      | 2025            |                 |                 |                 |
| Cars 4                |                      | 2026            |                 |                 |                 |
| Les Indestructibles 3 |                      | 2027            |                 |                 |                 |
| Coco 2                |                      | 2029            |                 |                 |                 |
| Monde fictif          |                      |                 |                 |                 |                 |
| Buzz l'Éclair         | 3901                 | 2022            |                 |                 |                 |

## Périodes

### Période ancestrale
Cette période regroupe Le Voyage d’Arlo et Rebelle, qui sont considérés comme les plus vieux films de l’univers Pixar. Dans Le Voyage d’Arlo, on observe que la météorite ayant frappé la terre dans notre réalité soit seulement passée à côté, ce qui amène à de grandes conséquences : les dinosaures ont eu le temps de développer une intelligence puis auraient passé le flambeau aux humains, apparus donc plus tardivement. Rebelle montre comment, grâce à la magie, les animaux se seraient mis à parler (comme c’est le cas dans plusieurs films) et intègre la magie au monde, grâce à la sorcière.

### XXesiècle-XXIesiècle
Cette section englobe la plupart des films Pixar : Les Indestructibles 1 et 2, Toy Story 1, 2, 3 et 4, Le Monde de Nemo, Le Monde de Dory, Ratatouille, Là-haut, Vice-Versa et Coco. Selon Jon Negroni, le chef Skinner (de Ratatouille), à la vue des rats intelligents, serait allé conter son histoire aux autres humains et aurait ainsi inspiré l’invention de Charles Muntz, dans Là-haut, qui permet de lire les pensées des chiens. Une entreprise revient de façon récurrente dans ces films, la Buy-N-Large (BnL), qui prendra plus tard beaucoup d'importance dans WALL-E.

### Les humains quittent la Terre
Avec WALL-E , les humains quittent la Terre et des machines intelligentes se mettent à la gouverner (Cars, Cars 2 et Cars 3). Ensuite, après avoir vidé les ressources d'énergie fossiles mondiales, elles disparaissent, laissant place à des formes de vie restées sur Terre au départ des humains (1 001 Pattes). Au fil du temps, ces formes de vie se développent et laissent place à des monstres (Monstres Academy), qui voyagent dans le temps pour effrayer les enfants humains et produire de l'énergie grâce à leurs cris. La sorcière de Rebelle serait la petite fille de Monstres Academy (surnommée « Bouh ») naviguant dans le temps pour retrouver les monstres, ne sachant pas à quelle époque chercher. Cette hypothèse est appuyée par la présence d'une statuette de monstre dans la maison de la sorcière et par le fait que celle-ci disparaît sitôt qu’elle est apparue (comme en changeant d'époque).